# Cecidostiba ilicina
Cecidostiba ilicina is een vliesvleugelig insect uit de familie Pteromalidae. De wetenschappelijke naam is voor het eerst geldig gepubliceerd in 1988 door Nieves Aldrey & Askew.